# Pomacentrus vaiuli
Pomacentrus vaiuli là một loài cá biển thuộc chi Pomacentrus trong họ Cá thia. Loài này được mô tả lần đầu tiên vào năm 1906.

## Từ nguyên
Từ định danh cũng là tên địa phương của loài cá này tại Apia, Samoa, nơi mà mẫu định danh được thu thập, mang nghĩa là "xanh dương thẫm", hàm ý đề cập đến màu xanh trên cơ thể cùa chúng (mặc dù loài này có nhiều biến dị màu sắc).

## Phạm vi phân bố và môi trường sống
Từ phía nam Nhật Bản, phạm vi của P. vaiuli trải dài đến vùng biển các nước Đông Nam Á, mở rộng về phía đông đến các đảo quốc thuộc châu Đại Dương (xa nhất là đến quần đảo Cook), xa về phía nam đến hai bờ tây-đông của Úc. P. vaiuli sống gần những rạn san hô viền bờ và trong đầm phá, nơi có nền đáy là đá vụn lẫn san hô ở độ sâu đến 45 m.
Ở Việt Nam, loài này được biết đến tại vùng bờ biển Ninh Thuận, Bình Thuận, quần đảo An Thới (Phú Quốc) và Côn Đảo.

## Mô tả
Chiều dài lớn nhất được ghi nhận ở P. vaiuli là 10 cm. P. vaiuli trưởng thành có nhiều biến dị kiểu hình về màu sắc, nhưng thường bắt gặp là màu nâu tím (như hình), đều có điểm chung là mống mắt màu vàng kim và vây ngực màu vàng tươi. Đốm đen viền xanh lam óng trên vây lưng nhỏ dần khi chúng trưởng thành. Cá con có các vệt sọc màu xanh óng trên cơ thể, thân trên màu vàng và thân dưới màu xanh thẫm.
Số gai ở vây lưng: 13; Số tia vây ở vây lưng: 15–16; Số gai ở vây hậu môn: 2; Số tia vây ở vây hậu môn: 15–16; Số gai ở vây bụng: 1; Số tia vây ở vây bụng: 5.

## Sinh thái học
Thức ăn của P. vaiuli bao gồm tảo và các loài động vật phù du. Cá đực có tập tính bảo vệ và chăm sóc trứng.